# La Abeja de Chilpancingo
La abispa de Chilpancingo, fue de las últimas publicaciones de la época de independencia de México, publicado entre (1822 y 1823), su contenido e influencia político hacían que tuviera un valor muy significativo. Dicha publicación estaba respaldada por el Congreso de Chilpancingo o también conocido como Congreso de Anáhuac de 1813.
El movimiento de independencia tuvo dos escenarios clave, el primero, en el campo de batalla y de grado militar; el segundo, en el ámbito político y de temática intelectual. Publicado por Carlos María de Bustamante, quien ya contaba con un historial en otras publicaciones como: El Diario de México, el Juguetillo, el Ilustrador americano y el Semanario patriótico mexicano.

## Contexto
El Congreso de Chilpancingo estaba representado principalmente por José María Morelos y Pavón, autor de Sentimientos de la nación, en la que plasmaba su ideario de un México independiente, división del poder en Legislativo, Ejecutivo y Judicial, abolición de la esclavitud, igualdad entre castas y clases sociales. Parte de los resultados de este congreso fueron la suscripción de la Declaración de independencia, redactada por el mismo Carlos María Bustamante, eliminando toda dependencia de la Corona española.
Carlos María Bustamante, fue un severo crítico con el trono español y el virreinato, apoyando de esta forma el movimiento insurgente; ante el ajetreo militar y la represión por parte del virrey Venegas, Bustamante decide unirse a las fuerzas de Morelos, de esta forma es como se incorpora al Congreso de Chilpancingo y logra ser parte de la redacción de la Constitución de Apatzingán.
Tras la captura de Morelos la única opción latente era huir. Bustamante buscó cobijo ante el ejército insurgente, tras ser aceptado lo enviaron a Estados Unidos donde sería capturado y encarcelado (1817) durante tres años, fue liberado en 1820 bajo fianza, continúo sus publicaciones en Juguetillo, pero debido a su contenido crítico hacia el virrey Apodaca se cancela su distribución.

## Antecedentes
La abeja de Chilpancingo surge tras el conflicto promovido por la Corona española al no reconocer los Tratados de Córdoba firmados por Agustín de Iturbide y Juan O’Donojú , documento que reafirmaba la independencia de la Nueva España. Esta publicación trae la remembranza del Congreso de Chilpancingo, en el que de igual forma como en sus otras publicaciones, plasmaba su crítica y opinión del nuevo país ante el umbral de la independencia y el movimiento de sus actores. La Abeja de Chilpancingo representaba una madurez en las palabras de su autor, agudeza ideológica e insurgente respaldada por Morelos.